# Hans Plüschke
Hans Martin Plüschke (* 12. März 1939; † 15. März 1998 bei Hünfeld) war ein ehemaliger Beamter des Bundesgrenzschutzes (BGS), dessen Ermordung im Jahr 1998 deutschlandweites Aufsehen erregte. Plüschke hatte im Jahr 1962 bei einem Zwischenfall an der innerdeutschen Grenze Rudi Arnstadt, einen Hauptmann der Grenztruppen der DDR, erschossen. Die westdeutsche Seite stellte ihre Ermittlungen in der Todessache Arnstadt mit der Erkenntnis ein, dieser sei von Plüschke in Notwehr erschossen worden, und hielt Plüschkes Namen geheim. In der DDR dagegen erhob die staatliche Propaganda den Erschossenen zum Märtyrer.
Nach dem Ende der deutschen Teilung machte Plüschke im Mai 1993 und erneut im August 1997 seine Identität öffentlich. Als selbstfahrender Taxiunternehmer wurde er am 15. März 1998 unweit des Todesortes Arnstadts bei Wiesenfeld mit der gleichen tödlichen Schussverletzung, wie er sie Arnstadt beigebracht hatte, aufgefunden. Das Verbrechen an Plüschke blieb unaufgeklärt.

## Leben
Plüschke war gelernter Maurer. Im August 1962 diente er als Grenzoberjäger im BGS an der innerdeutschen Grenze.

### Der Grenzzwischenfall
Am Grenzabschnitt bei Wiesenfeld in der Rhön waren seit Anfang August 1962 Pioniere der Nationalen Volksarmee der DDR mit dem Errichten neuer Grenzsperren beschäftigt. Auf DDR-Seite überwachte eine Kompanie der Grenztruppen der DDR unter Hauptmann Arnstadt die Arbeiten. Ein Grenzer hatte die Situation bereits zur Desertion genutzt. Einige Tage später war ihm ein Pionier mittels einer neuen Artilleriezugmaschine sowjetischer Bauart gefolgt. Auf westdeutscher Seite beobachteten neben einem BGS-Zug auch Vertreter hessischer Zoll- und Finanzbehörden in Zivil, Soldaten der US-Army und Schaulustige das Baugeschehen.
Plüschke war am 14. August zusammen mit einem Kameraden, dem BGS-Hauptmann Meißner, für einen Patrouillengang unmittelbar entlang der Grenze zwischen Setzelbach und Wiesenfeld zugeteilt. An einer Stelle verlief die Grenze nicht gradlinig, sondern machte im Unterschied zum sonstigen Verlauf auf etwa 50 Meter Länge um einige Meter einen Sprung nach Westen, während der DDR-Postenweg ungeknickt geradeaus weiterführte. Der Grenzstein, der das nördliche Ende des so entstandenen schmalen Streifens markierte, war im hohen Korn nicht zu erkennen, denn dort wurde der Streifen von einem hessischen Landwirt illegal beackert. Mit Meißner an der Spitze entlang der Grenze laufend wurden die drei gegen 11.05 Uhr schräg von hinten aus etwa 12 Meter Entfernung von Arnstadt, der vom Boden aufgesprungen war, angerufen. Während Plüschke sah, wie Arnstadt seine Pistole zog und auf Meißner in Anschlag brachte, fiel ein Schuss, den Plüschke vorbeipfeifen hörte. Meißner stürzte auf den Boden. In der Meinung, Arnstadt würde ein zweites Mal auf Meißner schießen wollen, riss Plüschke sein FN-Gewehr von der Schulter und gab aus der Hüfte heraus einen Deutschuss auf Arnstadt ab. Getroffen fiel Arnstadt nach hinten um. Nahezu zeitgleich fiel ein zweiter Schuss. Unmittelbar danach setzte ein kurzer Schusswechsel ein. Die schnell im hohen Korn in Deckung gehenden Beteiligten beider Seiten blieben unverletzt. Plüschkes Schuss hatte Arnstadt zwischen Nasenwurzel und rechtem Auge getroffen. Arnstadt starb während seines Krankentransports nach Geisa.

### Ermittlungen und Reaktionen in Westdeutschland
Eine Stunde nach dem Zwischenfall begannen Kriminalisten aus Hünfeld mit Ermittlungen am Tatort. Zu einer Zusammenarbeit mit der zwei Stunden später eingetroffenen und in Hörweite auf DDR-Territorium ermittelnden Morduntersuchungskommission der Volkspolizei (MUK) aus Suhl kam es nicht. Die Angehörigen der MUK ignorierten demonstrativ entsprechende Angebote von Hünfelder Kriminalisten und BGS-Offizieren. Diese entnahmen jedoch den Gesprächen, die die DDR-Ermittler untereinander führten, dass der Schuss Plüschkes tödlich gewesen war. Die Staatsanwaltschaft Fulda leitete wegen des unnatürlichen Todesfalls ein Ermittlungsverfahren ein.
Für die Fuldaer Staatsanwaltschaft war die entscheidende Frage, ob die BGS-Patrouille die innerdeutsche Grenze verletzt hatte. In diesem Fall wäre Arnstadt bei seinem Vorgehen im Recht gewesen. Nach dem Ermittlungsbericht der Kriminalpolizei hatte sich die Patrouille auf BRD-Gebiet bewegt, als Arnstadt einen „wahrscheinlich gezielten Schuss“ auf Meißner abgab. Weitere Ermittlungen des BGS erhärteten diesen Befund. Der Schuss Plüschkes auf Arnstadt galt daher als Notwehr. Am 8. Oktober 1962 stellte der Fuldaer Oberstaatsanwalt das Ermittlungsverfahren gegen ihn ein. Im Dezember wurden auch die erfolglosen Vorermittlungen gegen unbekannte DDR-Grenzer, die geschossen hatten, eingestellt.
Ende 1964 sagte ein geflüchteter Volkspolizist, der im August 1962 als Angehöriger der Grenztruppen der DDR Zeuge des Zwischenfalls gewesen war, vor der Zentralen Erfassungsstelle Salzgitter detailliert zum Tod Arnstadts aus. Danach hatte Arnstadt weder zuerst noch überhaupt geschossen, sondern dessen Begleitposten Roßner. Die davon benachrichtigte Staatsanwaltschaft Fulda zeigte wenig Interesse an der Neuigkeit, die zu einer Wiederaufnahme der 1962 eingestellten Ermittlungen hätte führen können. Erst 1966 eröffnete sie, angemahnt von der Erfassungsstelle, ein Ermittlungsverfahren gegen Roßner, um es kurz darauf „wegen Abwesenheit des Beschuldigten“ einzustellen.
Bereits am Folgetag hatten regionale und überregionale Medien aufgrund einer kurzen Pressemitteilung des BGS über den Vorfall berichtet. Wenige Tage später stellte der öffentliche Tod Peter Fechters an der Berliner Mauer den Grenzzwischenfall bei Wiesenfeld in der westdeutschen Wahrnehmung für immer in den Schatten.

### Ermittlungen und Folgen in der DDR
In der DDR führte die Oberste Staatsanwaltschaft in Berlin die Ermittlungen. Die Ermittlungsergebnisse ergaben, dass Arnstadt am 14. August am späteren Tatort BGS-Angehörige wegen einer Grenzverletzung zurückgewiesen hatte. Daraufhin wartete er mit seinem Begleitposten Roßner an dieser Stelle, um einen BGS-Angehörigen bei einem erneuten Überschreiten der Grenze festzunehmen. Als eine BGS-Patrouille die Grenzlinie zur DDR wiederum überschritten hatte, habe Arnstadt sie angerufen. Als sie nicht reagierte, schoss Roßner befehlsgemäß mit der Maschinenpistole in die Luft und Arnstadt gab mit seiner Pistole einen Warnschuss in den Boden ab. Daraufhin hätten die BGS-Angehörigen ihre Waffen von den Schultern gerissen und gezielt auf Arnstadt und Roßner gefeuert und sich unter gegenseitigem Feuerschutz auf westdeutsches Gebiet zurückgezogen. Arnstadt sei von dem weiter entfernt stehenden BGS-Angehörigen Koch erschossen worden. Anschließend habe sich die kurze Schießerei entwickelt. Juristisch blieben die Ermittlungen folgenlos. Zu einer Anklageerhebung gegen die am Zwischenfall namentlich bekannten BGS-Angehörigen Meißner und Koch reichten sie nicht aus. Den Namen des Todesschützen Plüschke ermittelten die DDR-Behörden zu keiner Zeit.
Erst am Abend des 15. Augusts gab die DDR den Zwischenfall öffentlich bekannt. Abweichend von den internen Ermittlungsergebnissen teilte Horst Sindermann, der Leiter der Abteilung Agitation beim Zentralkomitee der SED, im DDR-Fernsehen mit, dass BGS-Angehörige, dem Anschein nach „besoffen“, in Kompaniestärke an der Grenze „aufmarschiert“ seien. Dort hätten sie nach „Hetzreden“ die DDR-Grenzer provoziert, wären „dauernd“ an die Grenze gegangen und hätten sie schließlich zu dritt überschritten. Nach Anruf und Warnschuss durch DDR-Grenzer sei dann Rudi Arnstadt „vom Staatsgebiet der DDR aus“ durch BGS-Angehörige mit „gezielten Salven“ ermordet worden.
Die SED-Propaganda sorgte dafür, dass Sindermanns Version in der DDR zur Grundlage der öffentlichen Wahrnehmung wurde. Der Zwischenfall erfuhr in den ab dem 16. August veröffentlichten Presseberichten phantasievolle Ausschmückungen und Zuspitzungen. So sei Arnstadt auf DDR-Gebiet kaltblütig von BGS-Angehörigen „feige und vorsätzlich ermordet“ worden, als er mit ihnen sprechen wollte. „Agenten“ hätten „reichlich Alkohol“ an die späteren Mordschützen ausgegeben und dann das Verbrechen „befohlen“. Es habe sich um eine „gezielte Provokation der Bonner Ultras“ gehandelt, die Verantwortlichen seien „Adenauer, Lübke und Strauß“, die zu einem „Regime der Kriegsprovokateure, Bombenwerfer und Mörder“ gehörten, und mit dem „geplanten Meuchelmord“ einen „bewaffneten Zusammenstoß von nicht absehbarer Tragweite“ herbeiführen wollten.
Bis zum Ende der DDR schilderten schriftliche Darstellungen wie auch Trauer- und alljährliche Gedenkfeiern Arnstadt als Volkshelden und Märtyrer. Dazu gehörten öffentliche Versicherungen wie sie das SED-Zentralorgan Neues Deutschland bereits am 16. August verbreitet hatte: „…[unseren Hass] schleudern wir den Mördern ins Gesicht mit dem heiligen Schwur: Die deutsche Arbeiterklasse vergisst nicht! Die Mörder werden ihrer Strafe nicht entgehen.“
Noch am 16. August 1962 ergriff ein Grenztruppen-Major die Initiative zu einem inoffiziellen Informationsaustausch mit dem BGS. Er traf sich mit einem Vorgesetzten Plüschkes an der Buchenmühle, die direkt an der Grenze lag. In dem einstündigen Gespräch wies der BGS-Offizier die Behauptung zurück, Arnstadt sei von Meißner erschossen worden, wobei er vermied, Plüschkes Namen zu nennen. Er gewann den Eindruck, dass „man bei den Angehörigen der Grenztruppe künstlich Hass gegen den BGS schüre“ und dass dort möglicherweise die Absicht bestehe, Meißner „abzuschießen“.
Ab September 1962 verkündete am Ort des Zwischenfalls eine westwärts gerichtete Schrifttafel: „An dieser Stelle wurde der Hauptmann Rudi Arnstadt … von Söldnern des westdeutschen Militarismus ermordet. Seine Mörder, Angehörige der BGS-Abt. Hünfeld, werden ihrer gerechten Strafe nicht entgehen“.

### Plüschkes weiteres Leben
Nachdem Plüschke 1970 aus dem BGS ausgeschieden war, hatte er in Hünfeld ein Taxiunternehmen aufgebaut und eine Familie gegründet. Er glaubte nicht, dass sein Name erfolgreich geheim gehalten werden könne und befürchtete einen Racheakt seitens der DDR. Er trug eine Waffe und war auf der Hut. Als er sich erstmals im Dezember 1986 in einer Fernsehsendung des Hessischen Rundfunks unter dem Titel Als die Grenze kam. Zeugen der Zeit berichten anonym zum Grenzzwischenfall äußerte, war ihm seine Angst anzusehen, obwohl sein Gesicht mit einem schwarzen Balken unkenntlich gemacht worden war.

### Tod im geeinten Deutschland
Im August 1990 ließ Plüschke angesichts der bevorstehenden deutschen Wiedervereinigung über seinen Anwalt bei der Staatsanwaltschaft Fulda anfragen, ob ihm demnächst eine Strafverfolgung drohe. Er sei von einem Militärgericht der DDR „in Abwesenheit“ zu „25 Jahren Haft“ verurteilt worden und wollte wissen, ob das Urteil weiterhin Bestand haben werde. Den Zeitpunkt, geschweige denn das Aktenzeichen der Verurteilung konnte er nicht mitteilen. Die Erkundungen liefen ins Leere. Ein im September 1990 von der Staatsanwaltschaft Meiningen angelegter Vorgang zu Plüschke blieb offenbar unbearbeitet und war im März 1993 nicht mehr auffindbar. Keine der DDR-Ermittlungsakten, auch nicht eine der geheimen, erwähnte bis dahin den Namen Plüschke. In DDR-Archiven findet sich kein Hinweis auf eine Verurteilung wie Plüschke sie angegeben hatte.
Am 17. Mai 1993 verließ Plüschke die ihn schützende Anonymität und bekannte, am Küchentisch seiner Wohnung sitzend, in einer Folge der RTL-Fernsehreihe Explosiv – Das Magazin, der BGS-Schütze gewesen zu sein. Weil der Beitrag verschwieg, dass Plüschke gerichtlich Notwehr zuerkannt worden war, fühlte er sich „in unsubstantieller Weise mit Mördern gleichgesetzt“ und machte durch seinen Anwalt gegen den Sender wegen einer Verletzung seines Persönlichkeitsrechts eine Schadenersatzforderung geltend.
Den im Verein Gesellschaft zur Rechtlichen und Humanitären Unterstützung e. V. organisierten ehemaligen Angehörigen der Grenztruppen und der Staatssicherheit war Plüschkes Auftritt verborgen geblieben. So zeigte 1996  auf ihre Initiative der Rechtsanwalt und ehemalige MfS-Offizier Frank Osterloh den BGS-Grenzoberjäger Koch bei der Staatsanwaltschaft Berlin als Todesschützen an. Mit einem Mandat der Tochter Arnstadts erhielt Osterloh im Juni 1996 Einsicht in die westdeutschen Ermittlungsakten. So erfuhren er und seine Auftraggeber von der Rolle Plüschkes. Osterloh bemängelte gegenüber der Berliner Staatsanwaltschaft das „Fehlen wichtiger Beweismittel“ und beschaffte eine Zeugenaussage eines DDR-Grenzers. Dies veranlasste die Staatsanwaltschaft zur Aufnahme eines Ermittlungsverfahrens in der Todessache Arnstadt.
Sie überwies es zuständigkeitshalber nach Meiningen. Die dortige Staatsanwaltschaft hielt sich ebenfalls für unzuständig, weil der Todesschuss ihrer Ansicht nach auf hessischem Gebiet gefallen war, und gab das Verfahren im Dezember 1997 an die Staatsanwaltschaft Fulda ab. Dort war inzwischen ein weiterer, von der Staatsanwaltschaft Potsdam überwiesener Vorgang zum Tod Arnstadts eingegangen. Unter Bezug auf das Ermittlungsergebnis von 1962, an dem ihrer Auffassung nach eine Vernehmung Roßners und die Auswertung von DDR-Akten nichts geändert hatte, stellte die Staatsanwaltschaft Fulda die Vorgänge Anfang Mai 1998 ein.
Inzwischen hatte sich Plüschke im August 1997 anlässlich des 35. Jahrestags des Zwischenfalls in der Zeitung Die Welt und in der hessenschau, einem regionalen Fernsehmagazin des Hessischen Rundfunks, erneut öffentlich geäußert. Im Fernsehbeitrag schilderte er am Steuer seines Taxis seine Notwehrlage und berichtete von seiner jahrelangen Angst, durch eine Enttarnung seiner Person nicht nur sich, sondern auch seine Familie in Gefahr zu bringen.
In der Nacht vom 14. zum 15. März 1998, einem Wochenende, war Plüschke bei Hünfeld mit seinem Taxi unterwegs. Kunden, die lange vergebens auf ihn warteten, riefen die Polizei. Gegen 4 Uhr morgens fanden Polizisten auf der Bundesstraße 84 zwischen Hünfeld und Rasdorf im Bereich „Herbertsdelle“ das offenstehende Taxi. 70 Meter davon entfernt lag Plüschke auf der Straße, getötet von einem Schuss in den Kopf am rechten Auge. Der Tatort bei Neuwirtshaus, einem Weiler unweit des Hünfelder Stadtteils Kirchhasel, liegt nur etwa 10 km entfernt von dem Ort, wo Rudi Arnstadt 1962 erschossen wurde. Dem oder den Mördern war es nicht um die Geldbörse Plüschkes gegangen, denn sie blieb unberührt. Vielmehr deuteten der Ort und die tödliche Verletzung auf eine Verbindung mit dem Grenzzwischenfall hin. Dies veranlasste Vermutungen in der Presseberichterstattung, wie sie die Superillu unter der Überschrift „Lebt die Stasi noch?“ erörterte. Trotz Auslobung einer hohen Belohnung und einem Beitrag in der Sat.1-Sendung Fahndungsakte konnte die Tat nicht aufgeklärt werden. Die Ermittlungen ergaben keine Hinweise auf einen Racheakt. Dabei blieb es, obwohl 2009 Spezialisten des Hessischen Landeskriminalamts die an Plüschkes Auto und Kleidung gefundenen DNA-Spuren mit feineren Analysemethoden auswerten konnten.
2024 hielt der ehemals ermittelnde leitende Oberstaatsanwalt einen Raubmord, bei dem der Täter durch hinzukommende Zeugen gehindert wurde, die Geldbörse an sich zu nehmen, für die wahrscheinlichste These. Anhand der vorhandenen Ermittlungsergebnisse hielt er eine Aufklärung für "leider wenig wahrscheinlich".
Plüschke wurde am 20. März 1998 in Hünfeld unter großer öffentlicher Anteilnahme beerdigt. Er hinterließ seine Frau und fünf Kinder.

## Film
- Bernd Weisener und Daniela Sonntag 2010: „Aus Feind wird Freund?“ ZDF-Dokumentation[15]
- Rainer Erices und Jan Schönfelder 2011: Zwei Tote im Kalten Krieg. MDR[16]
- Markus Cebulla und Jacqueline Paus 2024: Stasi-Rache oder Raubmord – Wer erschoss Hans Plüschke? in der Reihe ARD Crime Time[17]